# Ingobert (biskup)
Ingobert (ur. 8?? – zm. 9??) – hiszpański duchowny, biskup Seo de Urgel od 893 roku do 900 roku.